# District de Tianqiao
Le district de Tianqiao (天桥区 ; pinyin : Tiānqiáo Qū) est une subdivision administrative de la province du Shandong en Chine. Il est placé sous la juridiction de la ville sous-provinciale de Jinan.